# 叶阐
叶阐（1985年4月23日—），出生于中華人民共和國湖北省仙桃市，漫画家与文字作者。
2008年因国内《最小说》杂志所举办的“THE NEXT 第一届文学之新全国选拔赛”崭露头角，初登刊时间是2008年8月号。

2009年的10月出版了第一本单行本漫画书《当我们混在上海》。

2010年6月出版散文集《单人床上的忏悔》。

2011年与郭敬明、萧凯茵、卢丽莉、陈龙共同参与《下一站伦敦》的创作，于2011年6月出版。

2012年12月四格漫画《纯禽史 辞职前我都干了些什么》上市。
预计2013年年底《纯禽史2》上市。